# Cetatea Rákóczi din Oituz
Cetatea Rákóczy (în maghiară Ojtozi-Szoros Rákóczi-vár sau Ojtoztelep Rákóczi-vár) este o fortificație medievală în stadiu de ruină aflată în satul Oituz, Covasna din Transilvania. Este aflată la intrarea dinspre Moldova în Pasul Oituz, pas cunoscut în timp ca loc de trecere a conducătorului mongol Batu Han (1241) și diverse armate otomane, tătare și moldovene ulterioare în scop de invazie a regiunii, dar și de acces al aparatului administrativ al Regatului Ungariei spre Principatul Moldovei, Regatul Poloniei sau Uniunea statală polono-lituaniană. Cetatea de mici dimensiuni a fost construită de către locuitorii din scaunele Sepsi⁠(hu)[traduceți], Kézdi⁠(hu)[traduceți] și Orbai⁠(hu)[traduceți] cel mai probabil în timpul domniei lui Matia Corvin, spre sfârșitul secolului al XV-lea, deși tradiția locală îl consemnează ca ctitor pe Gheorghe Rákóczi al II-lea.
Din punct de vedere al rolului avut, aceasta a fost punct de vamă și control al transportului comercial și loc de pază și protecție militară în fața invaziilor turco-tătare și moldovene. Astfel complexul a înlocuit probabil fostul castru roman Angustia aflat la ieșirea din pas, folosit la începutul Evului Mediu ca fortificație medievală, dar care devenise depășită la scurt timp din punct de vedere strategic. 
Cu trecerea timpului, cetatea Rákóczi a suferit deteriorări, mai ales din cauza cutremurelor de la începutul secolului al XVII-lea, fiind supusă unor lucrări de restaurare și îmbunătățire. Pusă în sfârșit în fața unui conflict militar, războiul austro-turc din 1716–1718, aceasta nu a mai prezentat încredere în capacitatea de apărare a trecătorii, în 1717 recurgându-se la o stratagemă în alungarea unei armate tătare, pentru a nu implica direct cetatea. Nu a mai putut fi ferită în timpul războiului ruso-austro-turc din 1787–1792, când în vara și toamna anului 1788 au avut loc ciocniri violente între formații din cadrul Primului Regiment Secuiesc de Infanterie și un corp de oaste otoman, cetatea fiind cucerită și incendiată de către turci. Dintre clădirile arse, au fost reconstruite doar cele importante pentru blocaje rutiere și vamă, obiectivul pierzându-și definitiv utilitatea militară.
Pe teren cultural a fost menționată în câteva lucrări, cea mai cunoscută fiind A Székelyföld leírása (1869) a lui Balázs Orbán. La sfârșitul secolului al XIX-lea și la mijlocul secolului al XX-lea din zidurile cetății a fost exploatată piatră pentru reconstrucția drumului, reducând-o la starea de ruină în care se află în prezent.
În decembrie 2003 situl a fost vandalizat de Orange România și o altă companie contractată în scopul construirii unui turn de telecomunicații, ducând la distrugerea parțială a mai multor obiecte de patrimoniu. Lucrările au fost oprite după câteva zile de către Direcția Județeană pentru Cultură, Culte și Patrimoniu Cultural Național Covasna, iar cu această ocazie un arheolog a putut cerceta la fața locului structura obiectivului, până atunci necercetat vreodată în amănunt.
Figurează ca monument istoric de importanță națională sub cod LMI CV-I-m-A-13071.01, făcând parte din ansamblul Situl „Cetatea Rákoczy” sub cod LMI CV-I-s-A-13071 și la Repertoriul Arheologic Național sub codul 64121.02.

## Amplasament

Cetatea, așa cum arăta în secolul al XVII-lea.

Ruinele castelului Rákóczi se află în defileul râului Oituz, pe malul drept cu dealul numit Rakottyás, la aproximativ 25 m deasupra nivelului râului. Față de alte obiective din preajmă se află la 100 m de izvorul Várkútja (în traducere română Fântâna cetății, redenumit de constructorii șoselei în Izvorul Sărutului) și refugiu pe DN11 care leagă Brașovul de Bacău, la aproximativ 2 kilometri nord-vest de satul Oituz, Covasna (în maghiară Ojtoztelep). Se află la o înălțime de aproximativ 10–15 metri deasupra nivelului drumului, în apropierea limitei administrative dintre județele Covasna și Bacău.
Pe partea opusă a cetății, peste râul Oituz, există un perete de stâncă care coboară de pe deal, astfel fortificația bara perfect valea.

## Istoric

### Context
Relația politică între Regatul Ungariei și Principatul Moldovei în perioada secolelor al XIV-lea și al XV-lea era în general tensionată, când regii maghiari Ludovic cel Mare, Sigismund de Luxemburg și Matia Corvin au avut mai multe încercări de a transfera principatul de sub suzeranitatea Regatului Poloniei sub cea a Ungariei, totuși orașele săsești din Transilvania, în special Brașov, au continuat să desfășoare un comerț intensiv cu Moldova. Acesta cuprindea importul de materii prime și animale vii și exportul de produse finite. Una dintre primele mențiuni provine din 1419, când Sigismund de Luxemburg a ordonat locuitorilor din scaunele Sepsi⁠(hu)[traduceți] și Kézdi⁠(hu)[traduceți] să nu obstrucționeze comerțul brașovenilor cu Moldova.
O anumită apropriere între state a existat și în timpul luptelor împotriva turcilor, însă situația s-a deteriorat din nou în deceniul al șaselea al secolului al XV-lea, când Matia Corvin a urcat pe tron și imediat l-a susținut pe Petru Aron la tronul Moldovei. Aron ulterior a fugit din Polonia în Transilvania în 1460 în același scop, pentru a-l înlocui pe Ștefan cel Mare. Din această cauză, Ștefan a invadat Transilvania de mai multe ori la începutul anului 1461 și a devastat Ținutul Secuiesc. Se presupune că relațiile moldo-ungare au revenit la normal când Corvin s-a adresat celor din scaunele Sepsi, Kézdi, Orbai⁠(hu)[traduceți] și Ciuc în 1464 pentru a nu împiedica comerțul dintre Brașov și Moldova. Trei ani mai târziu, în noiembrie 1467, relațiile au degenerat din nou, când Corvin a trecut prin pasul Oituz în campania sa nereușită pentru a-l pedepsi pe Ștefan care acceptase controlul polonez și sprijinise răscoala din Transilvania împotriva lui. În august 1475 relația a revenit la normal, când Ștefan a renunțat la aliatul polonez, care nu susținuse Moldova în războiul împotriva turcilor, și a revenit la alianțele cu regalitatea maghiară.
Este foarte probabil ca perioada de relații politice tensionate, care a durat aproximativ un deceniu și jumătate, și invaziile frecvente ale turcilor și tătarilor în Moldova, au determinat regatul maghiar să fortifice pasul Oituz și să construiască cetatea. De asemenea, pe lângă rolul principal de apărare militară a frontierei, a fost și cel de a controla transportul comercial, ultima funcție putând reprezenta un motiv important în construirea complexului.

### Construcție
Nu există documente scrise despre construcția cetății Rákóczi, prima mențiune documentară datând din prima jumătate a secolului al XVI-lea, când în 16 septembrie 1538 voievodul Transilvaniei, Ștefan Mailat, a ordonat consiliului orășenesc din Kronstadt/Brașov să trimită mâncare și vin celor care serveau în cetatea din pasul Oituz. Puținele descoperiri arheologice nu au permis o datare precisă, însă planul observabil la sol și arhitectura, ce constă în ambrazuri înguste pentru folosirea armelor de foc, plasează construcția la începutul secolului al XV-lea sau mai probabil în deceniul al șaptelea din a doua jumătate a acestui secol, în timpul conducerii lui Matia Corvin. Potrivit tradiției păstrate de localnici, acesta a fost construit de Gheorghe Rákóczi al II-lea. Cert este că în timpul conducerii lui Gábor Bethlen și Gheorghe Rákóczi I a fost construit zidul de baraj al văii, precum și un contrafort al turnului estic și s-au făcut reparații și la celelalte turnuri, după cum se poate vedea din cărămizi încorporate în zidul de piatră. Această reconstrucție este comemorată de o inscripție găsită în 1880 și este păstrată și în folclorul local, unde cetatea a fost numită Castelul Rákóczi, după Rákóczi I. Inscripția a fost publicată de inginerul-șef al comitatului Trei Scaune Győző Gyárfás⁠(hu)[traduceți], în 1892: „1637 … SABÓ JAKAB DALNOKY … [I]RTAM EZT EMLÉKEZETRE [MIND]SENT 3 NaPIan”.
Fortificarea relativ târzie a pasului se poate datora existenței unei fortificații medievale ridicate pe locul fostului castru roman Angustia din Brețcu prin reutilizarea valurilor apărute în urma ruinării incintei. În secolul al XIII-lea pasul avea o importanță relativ redusă. În lipsa unor dovezi privind prezența unui material arheologic din Evul Mediu, totuși se remarcă cantitatea extrem de redusă de piatră din fostele ziduri din jurul castrului, cel mai probabil reutilizată în alte scopuri într-o fază târzie, dar și păstrarea intactă a ruinelor din incintă, care la alte vestigii romane au ajuns exploatate. De asemenea, faptul că Brețcu se află la gura pasului Oituz, direcția principală a invaziilor moldovenești și turco-tătare din secolul al XVI-lea, dar nu are o biserică fortificată în maniera altor localități mai puțin expuse, întărește ideea că ruinele castrului au reprezentat o fortificație de graniță până în secolul al XVI-lea înaintea construcției cetății Rákóczi, ulterior castrul devenind refugiu al comunității în fața invaziilor. Pe de altă parte, fortificația de la castru devenise la acea dată depășită, ceea ce aducea un motiv în plus pentru construcția alteia noi.
Cetatea constă dintr-o incintă pătrată neregulată de dimensiunile mici 30 pe 20 m, cu ziduri înconjurătoare groase de 1,6 m, întărită pe două dintre colțuri cu câte un turn și respectiv o cazemată cu două încăperi pe cel de-al treilea turn. De la început, zidurile și turnurile au fost dotate cu ambrazuri de tragere cu arme de foc, deschizăturile fiind de același tip la ambele tipuri de construcții. Zidurile și tunurile formau un corp comun. În prezent zidurile sunt vizibil demolate, putând fi urmărite pe un traseu rectiliniu cu o lungime de 15–16 m, pe latura din nord-vest a turnului estic.
Al patrulea turn, cu scop de flancare îndepărtată a drumului, a fost construit la est de incinta interioară și era legat de corpul principal al cetății printr-o curtină.

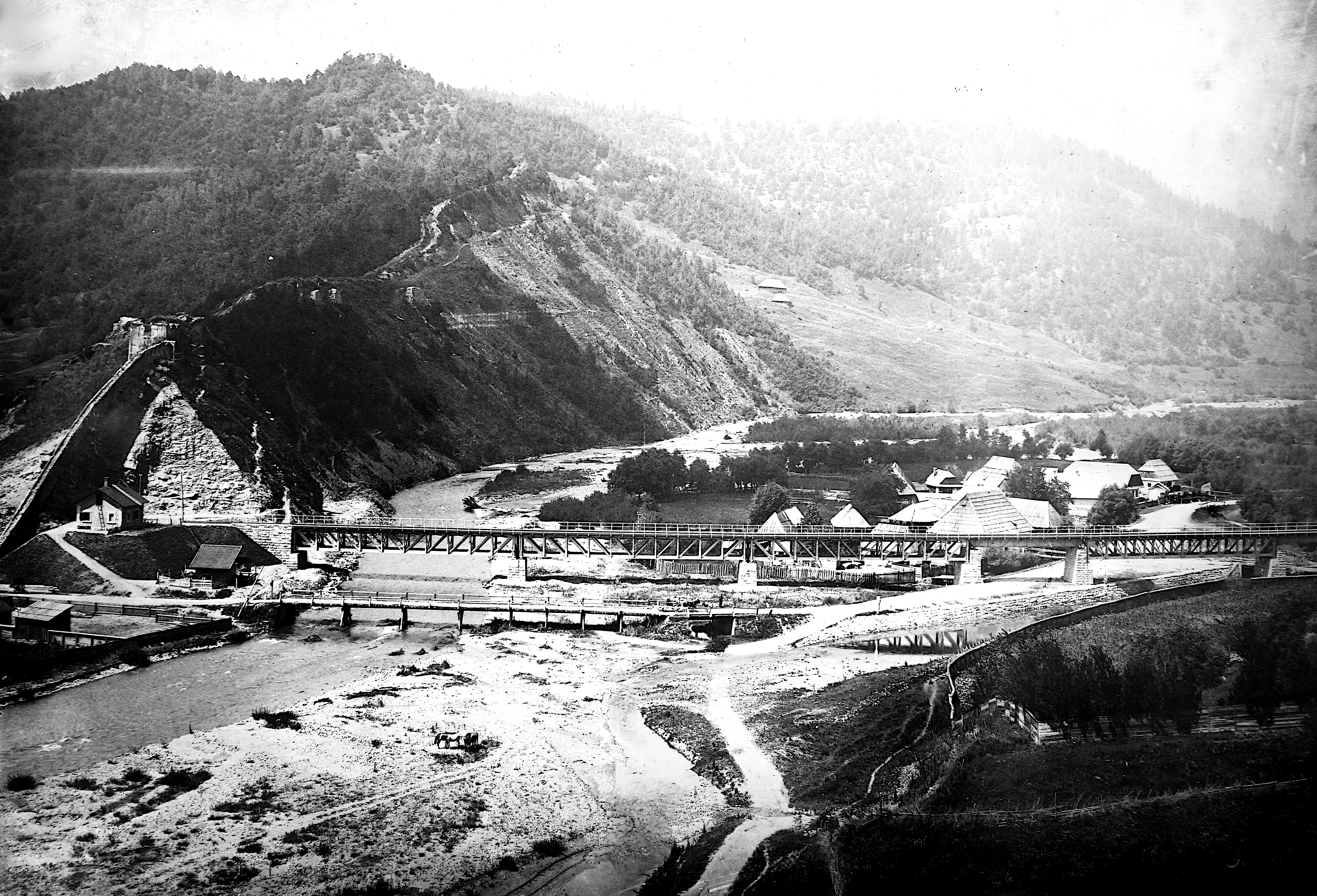
Exemplu de zid de baraj al văii la cetatea Rákóczi din Ghimeș, care trecea deasupra căii ferate, anterior a drumului.

A existat un zid de baraj al drumului care pornea din colțul nordic al cetății și cobora până în albia râului Oituz, perpendicular pe axul văii.
Turnul sudic a fost de o construcție masivă, trapezoidală, cu dimensiunile de 8,25 pe 9 pe 8,5 pe 10 m, cu ziduri groase de 1,6–1,9 m, ridicate din piatră șistoasă locală, folosindu-se ca liant un mortar de calitate slabă, cu mult nisip. Acesta avea cel puțin 3 nivele și mai există integral în prezent parterul, cu dimensiunile interioare de 4 pe 4,1 pe 4,25 pe 4,5 m. Cu excepția laturii din sud-est, a fost dotat pe restul cu câte o ambrazură de tragere specifică armelor de foc, în formă de „X” culcat. În partea de est a laturii din nord-vest exista intrarea, cu ușă cu lățimea de 1,25 m. Din nivelul I s-a păstrat doar o ambrazură de tragere aflată într-o porțiune de zidărie. Nu s-au găsit urmele unei scări interioare din piatră, astfel accesul se făcea probabil pe una din lemn.
Turnul estic are o arhitectură romboidală, cu dimensiunile de 8,50 pe 8,00 pe 8,50 pe 8,00 m și o lățime a zidurilor între 1,6 și 1,90 m. Distanța față de următorul turn este de 50 m. În prezent mai există camera de la parter, cu dimensiunile 4,75 pe 4,75 m și o elevație a zidului de 1,60 m. Acest nivel era dotat cu un singur orificiu de tragere în formă trapezoidală, de mari dimensiuni. Ulterior construcției s-a adosat pe latura din sud-vest un zid suplimentar din material mixt piatră-cărămidă, care ar fi putut fi platforma unei scări de acces.
În prezent se mai păstrează fostul turn sudic, situat în vestică a ruinelor, și turnul estic, și respectiv urme ale zidurilor de incintă.

#### Stare și gestiune
Ulterior, se presupune că cetatea a fost întărită din cauza campaniei sultanului Soliman I din Moldova din iulie–octombrie 1538, care l-a înlăturat pe voievodul Petru Rareș și l-a pus în loc pe Ștefan Lăcustă, apărând astfel ordinul lui Mailat pentru mâncare și vin drept provizii în cetate.
În 1552, generalul Giovanni Battista Castaldo a ordonat scaunelor Kézdi, Orbai și Sepsi să întărească pasul Oituz cu gărzi și provizii, acțiune întâmpinată cu proteste din partea secuilor. Ca răspuns la aceste proteste, judele Sibiului, Peter Haller, a cerut printr-o scrisoare din 5 mai 1552 regelui Ferdinand I al Sfântului Imperiu Roman să dea un ordin ferm locuitorilor celor trei scaune pentru întărirea pasului, întrucât obiectivul nu era important doar ca cetate de frontieră, ci și ca mijloc de stingere a tulburărilor interne. Avându-se în vedere că în iunie 1552 trupe ale voievodului Petru Rareș au pătruns în Țara Bârsei prin pasul Oituz, se presupune că ordinul nu a fost respectat de secui. Castaldo a fost forțat să părăsească Transilvania în martie 1553 ca urmare a faptului că majoritatea inițiativelor sale nu au putut fi puse în aplicare, în contextul situației tulburi din Transilvania anului 1552, a campaniei turcești care a cucerit Timișoara, Lipova, Șoimoș, Lugoj și Caransebeș și rebeliunea mercenarilor neplătiți.
A fost deteriorată de cutremurele de la începutul secolului al XVII-lea, până în jurul anului 1637 extinzându-se lucrările de renovare.
Într-o scrisoare din 1 octombrie 1627, Gábor Bethlen îi informa pe conducătorii din Trei Scaune⁠(hu)[traduceți] că pentru a elimina evaziunile de la plata taxelor vamale, care deveniseră frecvente, a înființat un birou vamal în cetatea din Oituz și l-a numit pe Mihály Kanitsos, un locuitor din Lemnia, ca șef al acestuia și, în același timp, a cerut căpitanului scaunului să îl susțină în toate felurile. Este posibil ca Bethlen să fi efectuat lucrări de fortificare, dar despre care nu s-au păstrat documente, însă se cunoaște că principele a avut grijă să întărească frontiera. Nu există informații despre cât timp a funcționat vama, dar este cert că în deceniile următoare vama a fost din nou localizată în Brețcu sau Târgu Secuiesc.
În articolul 57 al Dietei Transilvaniei din ianuarie–februarie 1630 se prevedea ca garnizoanele din cetățile din pasul Buzău și Oituz, construite de locuitorii din Trei Scaune, să fie păstrate pe cheltuiala principelui.
În anul 1637 au fost efectuate lucrări de renovare, acestea putând fi observate la peretele de sud-vest al turnului estic, care a fost îngroșat cu cărămidă. Este posibil ca zidul de barare a văii să fi fost construit tot cu această ocazie, în timpul domniei lui Gheorghe Rákóczi I, și nu în timpul lui Bethlen.
În 11 martie 1653 consiliul din Târgu Secuiesc a poruncit trimișilor care asistau la Dietă să asigure că orașul, în calitate de loc fiscal și cu privilegii asemănătoare orașului regal Târgu Mureș, să nu mai fie nevoit să deservească cetatea și satele din Trei Scaune.
În ultimele decenii ale secolului al XVII-lea starea cetății este probabil să fi fost destul de proastă, având loc lucrări de renovare. Acțiunea reiese din rezoluțiile Dietei din 1690, printre care se numără și o prevedere din 7 august, potrivit căreia țara rambursează brașovenilor și celor din Trei Scaune costurile reparațiilor care urmează să fie efectuate la cetățile din pasurile Oituz și Buzău. La începutul următorului secol totuși cetatea învechită probabil și-a pierdut importanța strategică, acest detaliu reieșind din recurgerea la o stratagemă pentru a alunga tătarii, fapt consemnat de Péter Apor la începutul anului 1717.
Pe parcursul secolului al XVIII-lea semnificația militară a cetății a continuat să scadă, rămânând cu rolul de colectare a vămii și carantină. În timp, rolul principal al cetății s-a dovedit cel al controlului traficului și al mărfurilor între Transilvania și Moldova.

#### În timpul conflictelor armate
În decursul secolului al XVI-lea, cetatea nu a putut rezista incursiunilor voievozilor moldoveni precum Petru Rareș (în 1529, 1541, 1542 și 1543) Iliaș Rareș (în 1550), Ștefan Rareș (în 1552), ceea ce pune la îndoială însemnătatea militară a complexului. Dar în cazul voievozilor amintiți, în special Petru Rareș, susținători ai lui Ioan I Zápolya, este posibil să se fi cedat accesul acestora în trecătoare.
La începutul secolului al XVIII-lea cetatea se afla parțial în stadiu de ruină, continuând totuși fie folosită ca element secundar de apărare a pasului.
În perioada războiul austro-turc din 1716–1718, la începutul anului 1717, o armată tătară condusă de hanul crimean Devlet Ghirai al III-lea a ajuns în Moldova, unde comandamentul otoman a sperat că cu ajutorul acestora, împreună cu trupele domnului Mihai Racoviță (1715–1726) și ale grofului general curut Antal Esterházy⁠(hu)[traduceți] (1715–1726), vor pătrunde în Transilvania pentru a îndepărta efective austriece ale lui Eugen de Savoia la Belgrad, în scopul eliberării Dunării. Judele regal al Trei Scaune, Péter Apor, a ordonat judelui subordonat, István Boér, să trimită încă 700 de oameni înarmați care să se alăture celor 300 de soldați deja staționați în pasul Oituz. Neîncrezători în capacitatea de apărare a trecătorii prin intermediul cetății învechite, Apor și restul conducerii au recurs la o stratagemă: i-au așezat pe noii sosiți într-o poziție deasupra văii și i-au instruit să bată la tobe, în stilul armatei austriece. În același timp, în Moldova s-a răspândit voit vestea că 1 000 de infanteriști germani au ajuns în pas, informație care a dus la retragerea tătarilor și implicit la reușita operațiunii. Însă tătarii au ales să intre în Transilvania prin zona Bistriței.
În 21 iunie 1737, guvernatorul Peter Haller le-a ordonat conducătorilor scaunelor Csík, Gyergyó⁠(hu)[traduceți] și Kászon⁠(hu)[traduceți] să repare drumurile în stare de degradare pentru armata care mărșăluia spre graniță în scopul pregătirii pentru războiul austro-turc, care a început la 11 iulie 1737 și s-a încheiat prin Tratatul de pace de la Belgrad din 11 septembrie 1739.
În primul sondaj militar realizat pentru obiectiv se arată că acesta a jucat încă un rol militar activ în 1784, însă în alte izvoare nu sunt consemnate evenimente militare în cei cincizeci de ani de după 1737. Cetatea a fost menționată ultima dată în războiul ruso-austro-turc (1787–1792). În această perioadă, trei companii ale Primului Regiment Secuiesc de Infanterie, sub comanda colonelului Kázmér Petrichevich-Horváth, apărau pasul Oituz, fiind staționate la vest de Grozești. Acestea au fost atacate și respinse în 13 iulie 1788 de un corp de oaste turc, dar Horváth s-a stabilit în spatele cetății și s-a întors cu un batalion de infanterie și două unități de husari care au respins atacul turc. În 16 iulie același an, turcii au lansat un nou atac mai virulent împotriva maghiarilor, care au reușit să-și recapete pozițiile anterioare abia după trei contraatacuri succesive.
Pe măsură ce luptele în zonă l-au convins pe colonelul Horváth că pozițiile defensive pe care le stabilise anterior erau inadecvate pentru a ține piept inamicului, acesta și-a retras trupele în defileu și a construit o structură defensivă fortificată cu bariere de lemn, lăsând în urmă o unitate pentru securitate. Colonelul a ocupat o poziție cu grosul trupelor sale mai în spate, la clădirea carantinei. Următoarea lună a fost relativ liniștită, însă pe 28 august o unitate turcă de aproximativ 6 000 de oameni a apărut lângă Grozești și a avansat cu prudență spre defileu. Atacul a început la 1 septembrie, unde o parte a turcilor a vizat paznicii pasului, în timp ce alții au urmat urcarea pe creasta stâncoasă și au surprins efectivele maghiare din spate. În bătălia care a urmat, apărătorii depășiți numeric, reduși la jumătate din numărul lor inițial, au fost înfrânți și forțați să se retragă pe versant. Turcii au capturat și au incendiat fortificațiile din Oituz, dar un contraatac al maghiarilor regrupați i-a forțat să se retragă. Amintirea luptelor este păstrată în folclorul zonei, unde o creastă stâncoasă care se ridică deasupra defileului este numită Gyilkos (tradus în română Ucigașul). După schimbarea situației militare și atacul trupelor combinate austriece și rusești, turcii au încetat să mai încerce să cucerească trecătoarea.
În ceea ce privește clădirile arse, au fost reconstruite doar cele importante pentru blocaje rutiere și vamă, rămânând în continuare sub control militar.
Din punct de vedere strategic, pentru istoricul Zsigmond Lóránd Bordi se poate concluziona că cetatea era de dimensiune mică, a cărei incinte și turnuri puteau găzdui doar o garnizoană mică. De asemenea, aceasta avea o importanță militară neînsemnată, care putea cel mult servi pentru o perioadă scurtă de timp la respingerea unor atacuri frontale dinspre vale, însă a cărei poziționare o făcea vulnerabilă în fața dușmanului care venea din spate, de pe creastă. În acest fel, defileul putea fi apărat eficient numai dacă trupele controlau și creasta Rakottyás, lucru imposibil din cauza mărimii complexului.

#### Menționări

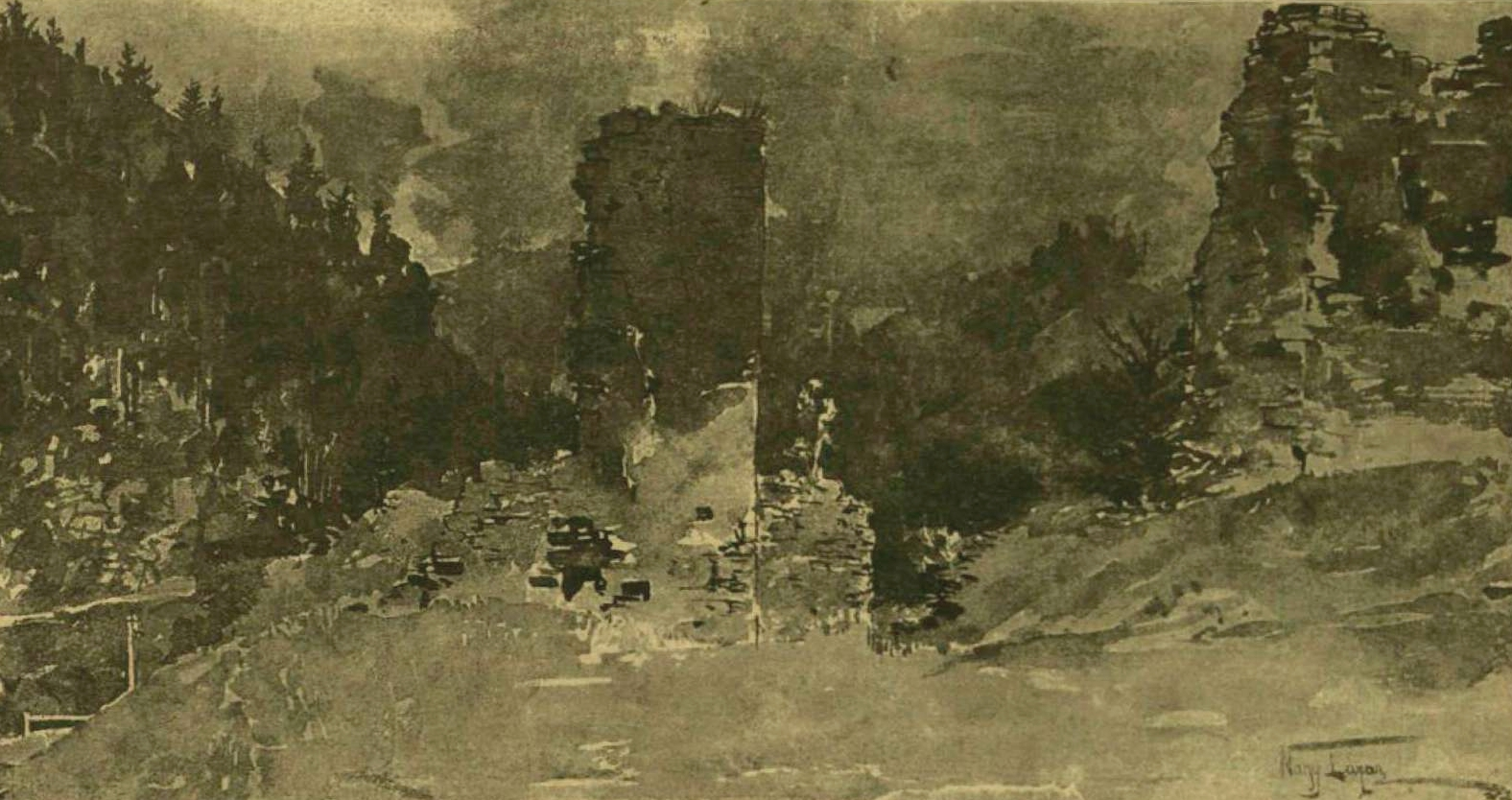
Pictură a graficianului hu (1861–1923) din Târgu Secuiesc, publicată într-un număr al ziarului hu din 1893.

Cetatea a apărut prima dată pe o hartă a Transilvaniei tipărită în 1699 la Sibiu, fiind realizată de inginerul militar austriac de origine italiană Giovani Morando Visconti. Harta, cu o dimensiune de 117,5 × 99,5 cm și scara de 1:350 000, prezintă toate fortificațiile în uz la acea vreme. Autorul a afișat în defileul Oituzului, pe malul drept, două fortificații conectate printr-o linie zigzag (fiind probabil un ștelung de apărare). La partea apropiată de vale, era reprezentată o incintă pătrată cu patru bastioane pe colțuri. La est, pe creastă era o altă fortificație în formă de hexagon alungit. Zidul care leagă cele două bastioane din vale pleacă de la turnul sudic și se leagă de partea centrală a laturii de vest mai înalte.
Într-un prim studiu militar din 1784, cetatea este prezentată în cea mai mare parte cu forma originală menționată anterior, unde curtea închisă este încă vizibilă, dar în loc de patru bastioane legate între ele prin ziduri, sunt prezentate doar două turnuri, cel vestic și cel estic, în timp ce pe partea estică se află clădiri mari (probabil cazemate). Într-un alt studiu, curtea este înconjurată de trei turnuri, dar acestea sunt dispuse asimetric, și nu cu o formă regulată. Aici două turnuri, cel vestic și cel nordic, sunt situate pe marginea unei terase care se ridică direct deasupra pârâului, zidul care le leagă fiind paralel cu drumul.
Turnul sudic este prezentat în imediata vecinătate a turnului vestic, iar cel estic plasat mult mai departe, la jumătatea distanței între râu și creastă. Cele trei ziduri de legătură cu restul de 3 turnuri mai aproape de râu formează o curte de formă pătrată, astfel încât zidul care pleacă din turnul sudic spre nord nu este legat de turnul estic, ci de partea centrală a zidului care se leagă de turnul nordic. Între cetate și râu, o porțiune de zid traversează drumul, iar la sud de întreaga construcție se află câteva clădiri. Pe cealaltă parte a râului Oituz există o zonă delimitată de o serie de puncte, dintre care unul se îndreaptă spre creastă. Nu este clar ce au vrut să reprezinte topografii aici, dar este posibil să fie același zid de apărare sau rambleu descris de Balázs Orbán opt decenii mai târziu.
Balázs Orbán a avut dificultăți în privința fotografierii cetății, întrucât directorul biroului vamal din Oituz nu permitea luarea de notițe sau desenarea, însă după schimbarea directorului în anul următor a reușit crearea a 3 fotografii cu vama și ruinele cetății, pe care le-a publicat în A Székelyföld leírása.

Desene din volumul A Székelyföld leírása (1869), realizate după fotografii
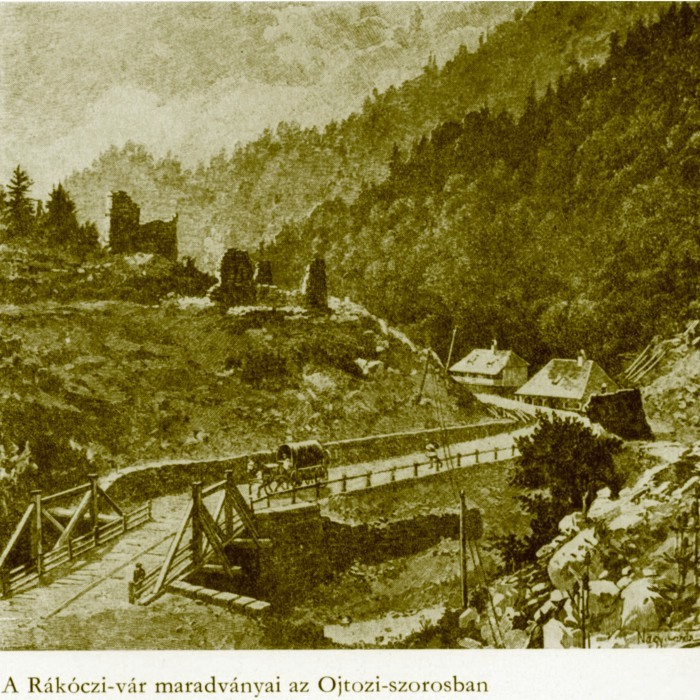
Cetatea văzută din avale, de după podul peste râul Oituz.
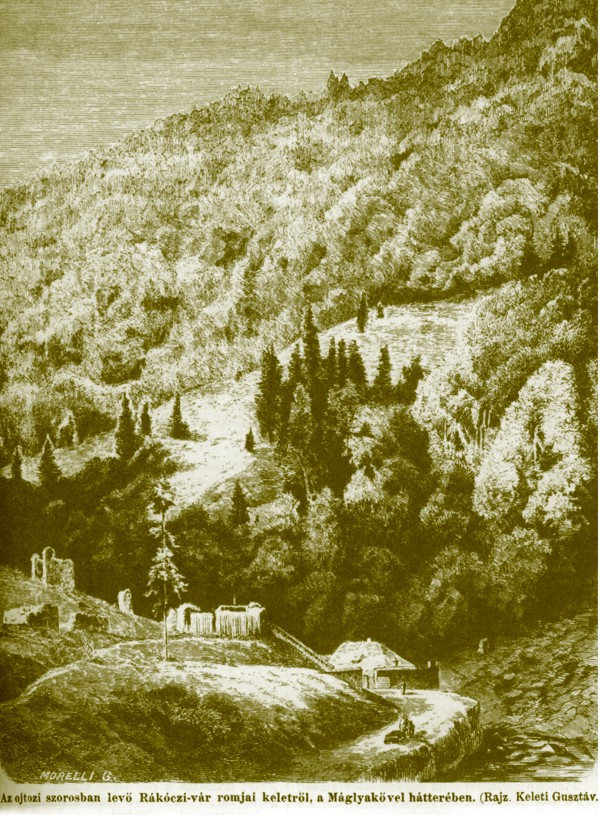
De la depărtare
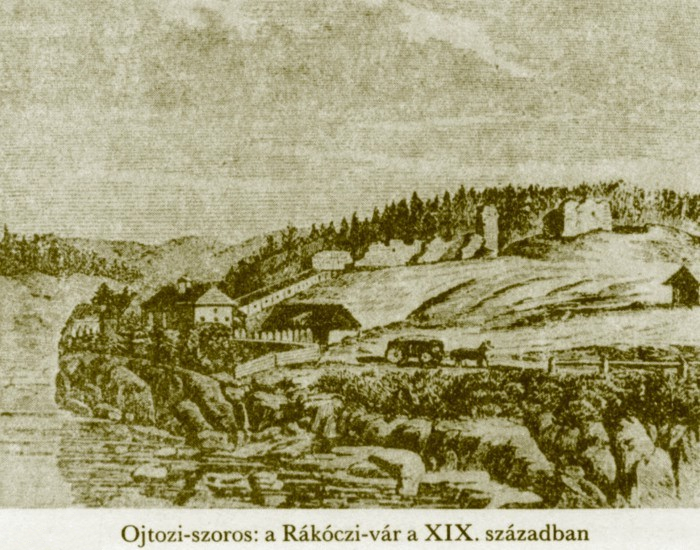
Cetatea văzută din marginea satului Oituz.

Prima mențiune în literatura de specialitate provine din 1861 în lucrarea lui Arnold Ipolyi⁠(en)[traduceți] de topografie arheologică a Regatului Ungariei, Magyar régészeti repertorium, care indica că Johann Michael Ackner (în Die römischen Alterthümer und deutschen Burgen in Siebenbürgen. Mit einer Übersichtskarte von M. J. Ackner, (1854)) era de părere că Daniel G. Scheint, în lucrarea acestuia Das Land und Volk der Szeker in Siebenbürgen, in physischer, politischer, statistischer und geschichtlicher Hinsicht (1833) considera eronat ruinele cetății ca fiind vestigii romane. În obiecția lui Ackner se sublinia că monedele și armele romane găsite răsfirat în zonă nu sunt un motiv suficient pentru asociere, arhitectura indicând o construcție mai recentă.
László Kővári⁠(hu)[traduceți] a descris printre cetățile medievale de frontieră din Tranilvania în Erdély építészeti emlékei (1866) și cea din pasul Oituz, dând dimensiunile de 50 pe 30 de stânjeni regali maghiari (öl, aproximativ 90 pe 50 m), menționând că era dotată cu bastioane pe colțuri, cu câteva laturi ale zidurilor de 3–4 stânjeni regali maghiari în înălțime. Acesta a mai spus că defileul se ducea spre est, iar după clădirile vămii, pe dealurile de la sud, se ridică două promontorii: cetatea Rákóczi și fortificația Gyilkos, cu zid de piatră și metereze. Dintre acestea, Rákóczi era mai aproape de drum, la 30 de stânjeni regali maghiari, însă izolată pe dealul abrupt pe două laturi, apele Oituzului sub și pădurile din preajmă. Remarcase zidul de barare a văii ce pornea din cetate și se ducea în vale, cu o poartă robustă și lângă un donjon care se închidea în fiecare noapte pentru vamă, dar și tradiția care spune eronat de construirea de către Gheorghe Rákóczi al II-lea, aducând în discuție un act din 25 ianuarie 1630 în care se amintește că a fost construită de locuitorii din Trei Scaune.
Kőváry a mai prezentat circumstanțele distrugerii culese din popor: în timpul ultimului război al turcilor (1787–1788), la cetate au stat de pază secuii alături de colonelul Horváth. Într-o zi, le ordonă celor care au înaintat asupra dușmanului să-și curețe armele. La scurt timp după demontarea armelor i-au atacat turcii, rezultând un masacru – astfel de la acest eveniment provine numele muntelui, Gyilkos. Turcii au înaintat, au atacat, luat și ars cetatea și au vrut să se ducă în Transilvania. Totuși, la vamă, pe muntele numit Bobics, superiorul Varini i-a luat pe secuii înfrânți, i-a condus la luptă și i-a împins pe turci înapoi, însă după acest eveniment cetatea a căzut în ruine.
De asemenea, a adus aminte că pasul a fost tranzitat în timp de dușmani precum Batu Han (1241), pe de altă parte Matia Corvin a trecut în Moldova pe aici pentru a pune la punct Moldova rebelă, Iliaș Rareș (1550), Ștefan Báthory (1576) în drumul său pentru a deveni rege al Poloniei, Gabriel Bethlen (1613), Józef Bem (28 iulie 1849) în timpul luptei din zonă.
A considerat-o „o ruină pitorească”.

## În prezent
Rămășițele turnului sudic, care măsoară aproximativ 10 pe 10 metri, și ale turnului estic, de dimensiuni similare, pot fi văzute la suprafața terenului. În peretele turnului sudic sunt vizibile unele perforații și deschideri de ferestre. Turnul nordic, în prezent dispărut, era punctul de plecare al fostului zid de barare a văii spre râul Oituz, zid din care s-au găsit pe versantul de deasupra drumului modern mici fragmente. Zona din jurul pereților este compusă dintr-o cantitate semnificativă de moloz de piatră.

#### Distrugeri
La mijlocul secolului al XIX-lea, partea existentă în prezent a fost lovită de fulger. Ruinele au fost parțial distruse de lucrările de lărgire a drumului din secolele al XIX-lea și al XX-lea, astfel înainte de 1882 piatra din cetate a fost vândută unor antreprenori italieni, demolând majoritatea zidurilor rămase și au folosit piatra rezultată pentru construcția drumului. De asemenea au avut loc distrugeri și la construcția în deceniul șase al secolului al XX-lea a magistralei de gaz natural de înaltă presiune care traversează incinta. În prezent există două conducte magistrale de transport gaze naturale în sectorul Moghioroș–Onești, de 28 și respectiv 32 de inch și o presiune variabilă vară–iarnă între 25 și 18 atmosfere.
La începutul lunii decembrie 2003, cetatea a fost distrusă parțial de firma Arcul de Triumf SRL din Târgoviște, care a excavat o suprafață de 150 m² în 3 metri adâncime din curtea monumentului, aflat în administrarea primăriei Brețcu, Covasna, ducând la spargerea și răvășirea unor vestigii arheologice. Evenimentul a avut loc în contextul unor lucrări fără autorizație de construire pentru turnarea unei fundații și ridicarea unei antene de telecomunicații pentru Orange România.
Direcția Județeană pentru Cultură, Culte și Patrimoniu Cultural Național (DJCCPCN) Covasna a fost informată de un articol apărut în presă, iar împreună cu specialiști din cadrul Direcției de urbanism a Consiliului județean Covasna, s-a reușit stoparea lucrării. Directorul DJCCPCN pe județ, Bartók Botond, a declarat că în 3 decembrie firma contractată deja turnase betonul pentru fundație și s-a convocat urgent o ședință la Consiliul județean la care au participat președintele și vicepreședinții forului, conducerea DJCCPCN și reprezentanții inspectoratului de stat în construcții, stabilindu-se că Orange România a comis o încălcare gravă a Legii patrimoniului arheologic 378/2001 și a Legii privind protejarea monumentelor istorice 422/2000. Potrivit lui Botond, Ministerul Culturii și Cultelor a fost sesizat imediat și s-a trimis documentația încheiată privind problema. În 5 decembrie, sub supravegherea arheologului și specialistului în epoca mediavală Lóránd Bordi de la Muzeul Național Secuiesc, groapa a fost astupată de către executant.
Potrivit lui Bordi, în apropierea excavației, într-o grămadă de pământ cu aspect măzăros care se aseamănă cu textura și culoarea stratului aflat la nivelul superior al rocii de bază, s-au recoltat mai multe fragmente de oase de animale, cu urme de spargere și tăiere evidente. De asemenea, s-au mai găsit fragmente ceramice atipice aparținând unor oale brun-cenușii realizate la roată rapidă, cât și un fragment de cahlă plată dintr-o pastă degresată cu micașist și decorată cu motive vegetale, datată în perioada secolelor XVII–XVIII. S-au mai găsit pipe și un fragment de mâner de sabie. Cantități mari de cenușă și fragmente de cărbune de lemn în sol au sugerat existența unei clădiri din lemn distruse de foc, presupunându-se că garnizoana gărzii naționale, care a apărat Pasul Oituz în timpul Revoluției Maghiare din 1848–1949 și războiului de independență, a fost staționată aici iar clădirea a fost incendiată în timpul luptelor.
Până la evenimentul distrugerii din 2003, potrivit lui Bordi, în curtea cetății nu s-au realizat niciodată cercetări arheologice.

Reconstrucție în concepția artistului József Szeles, pe baza studiilor lui Zsigmond Lóránd Bordi

Directorul Direcției de Urbanism din cadrul Consiliului județean Covasna, Stela Florea, a declarat că nu a fost aplicată o amendă agresorilor, deși un articol publicat în Mediafax anunța anterior că o firmă din Brașov a fost amendată de consiliu cu 100 de milioane de lei pentru lucrări neautorizate în curtea cetății, dar că sancțiunea urmează să fie stabilită de către DJCCPCN. Potrivit acesteia, cazul a fost unul de natură penală, Orange România începând lucrările după o discuție cu primarul comunei Brețcu și abia după excavarea pământului s-a depus la Direcția de urbanism o cerere de eliberare a unui certificat. Directorul general în Ministerul Culturii și Cultelor, Mircea Angelescu, a menționat că amenda ar trebui să se ridice la circa 360 sau 400 de milioane de lei, în conformitate cu Legea 462/2003, Orange urmând să finanțeze, în primăvara anului 2004, lucrările de cercetare arheologică de pe suprafața afectată.
Cercetarea a început în iulie 2004, după finalizarea lucrărilor pregătitoare, și a continuat până în octombrie în același an. Întârzierea s-a datorat în principal ploilor persistente, care au umplut șanțurile și au îngreunat mult lucrările de excavare și de conservare.
Anterior în anul 1997, firma Dialog, redenumită mai târziu Orange, a distrus total peste jumătate din suprafața cetății dacice de la Jigodin din Miercurea Ciuc prin detonație tot pentru ridicarea unei antene.